# Campanulorchis thao
Campanulorchis thao es una especie de orquídea epifita originaria de Asia. 

## Descripción
Es una orquídea de tamaño pequeño, con hábitos epífita con pseudobulbos subglobosos a ovoides que están envueltos por una vaina en la juventud y que llevan una sola hona apical pequeña, estrechamente elíptica a oblongo coriácea con la base peciolada. Florece en el verano y el otoño en una inflorescencia terminal, erguida, tomentosa de color rojo marrón, de 3 a 4 cm de largo, con flores fragantes.

## Distribución
Se encuentra en Hainan de China y Vietnam en los bosques siempreverdes de tierras bajas y bosques nublados primarios de las tierras altas en elevaciones de 500 a 2200 metros. 

## Taxonomía
Campanulorchis thao fue descrita por (Gagnep.) S.C.Chen & J.J.Wood y publicado en Flora of China 25: 346. 2009.
Etimología
Campanulorchis: nombre genérico compuesto que significa campanula = "campana" y orchis = "oquídea".
thao: epíteto
Sinonimia
- Eria thao (Gagnep.)
- Eria bulbophylloidea Tang & F.T. Wang
- Eria bulbophylloides Tang & F.T.Wang[3][4]